# Ильмин (музей)
Художественный музей «Ильмин» (кор. 일민미술관, англ. Ilmin Museum of Art) — частный художественный музей в районе Чонногу южнокорейского города Сеул, основанный в 1994 и открытый в декабре 1996 года в бывшем здании редакции газеты «The Dong-a Ilbo», построенном в 1926 году; основой музейного фонда послужила коллекция произведений искусства, которую собрал журналист и редактор Ким Санг-ман, известный под псевдонимом «Ильмин». Музей повторно открылся в феврале 2002 года: теперь он занимает пять этажей и имеет общую выставочную площадь в 650 м²; специализируется на корейском и современном искусстве — в особенности, на видео-арте.

## История и описание
Частный художественный музей «Ильмин» был основан в центральной части Сеула в 1994 году — он расположен на улице Седжонно; он был создан и до сих пор управляется культурным фондом «Ильмин» — некоммерческой организацией, образованной в память журналисте и редакторе Ким Санг-мане (Kim Sang-man, 1910—1994), известном под псевдонимом «Ильмин» (Ilmin); Санг-ма являлся основателем одной из крупнейших газетных компаний в Южной Корее, «The Dong-a Ilbo».
В декабре 1996 года музей открылся в здании с тремя выставочными залами, располагавшимися в здании бывшей редакции, построенном в 1926 году; в основу музейных фондов была положена коллекция произведений искусства, собранная самим Ильмином. Уже в XXI веке, после годичной реконструкции — сохранив внешний облик бывшего здания редакции — музей повторно открылся в феврале 2002 года: теперь он размещался на пяти этажах и имел общую выставочную площадью в 650 м².
На первом и втором этажах в основном проводятся временные выставки, а на третьем этаже разместилась постоянная экспозиция: фонд галереи включает в себя более 430 произведений корейского искусства (фарфора, картин и каллиграфических работ); кроме того, в нём хранится более 1200 фотографий и иллюстраций, опубликованных в газетах и журналах. В музее также имеется коллекция произведений современного искусства, состоящая из 100 работ социальной тематики; в рамках временных выставок, музей также знакомит широкую публику с современным искусством — с помощью различных средств, включая живопись, фотографию, видео-арт и инсталляции. Документальный видеоархив расположен на четвертом этаже: он состоит из 200 документальных фильмов и 50 произведений видео-арта, созданных южнокорейскими и зарубежными авторами.